# Lac de Barberine
Der Lac de Barberine war ein von den Schweizerischen Bundesbahnen errichteter Stausee im Westen des Kantons Wallis in der Schweiz. Der See auf dem Gemeindegebiet von Salvan versank im höher aufgestauten grösseren Lac d’Emosson.

## Lage
Umrahmt von den Berggipfeln Pic de Tenneverge, Mont Ruan und Tour Sallière, wurde der See auf 1886 m ü. M. von einer Gewichtsstaumauer gestaut.

## Geschichte

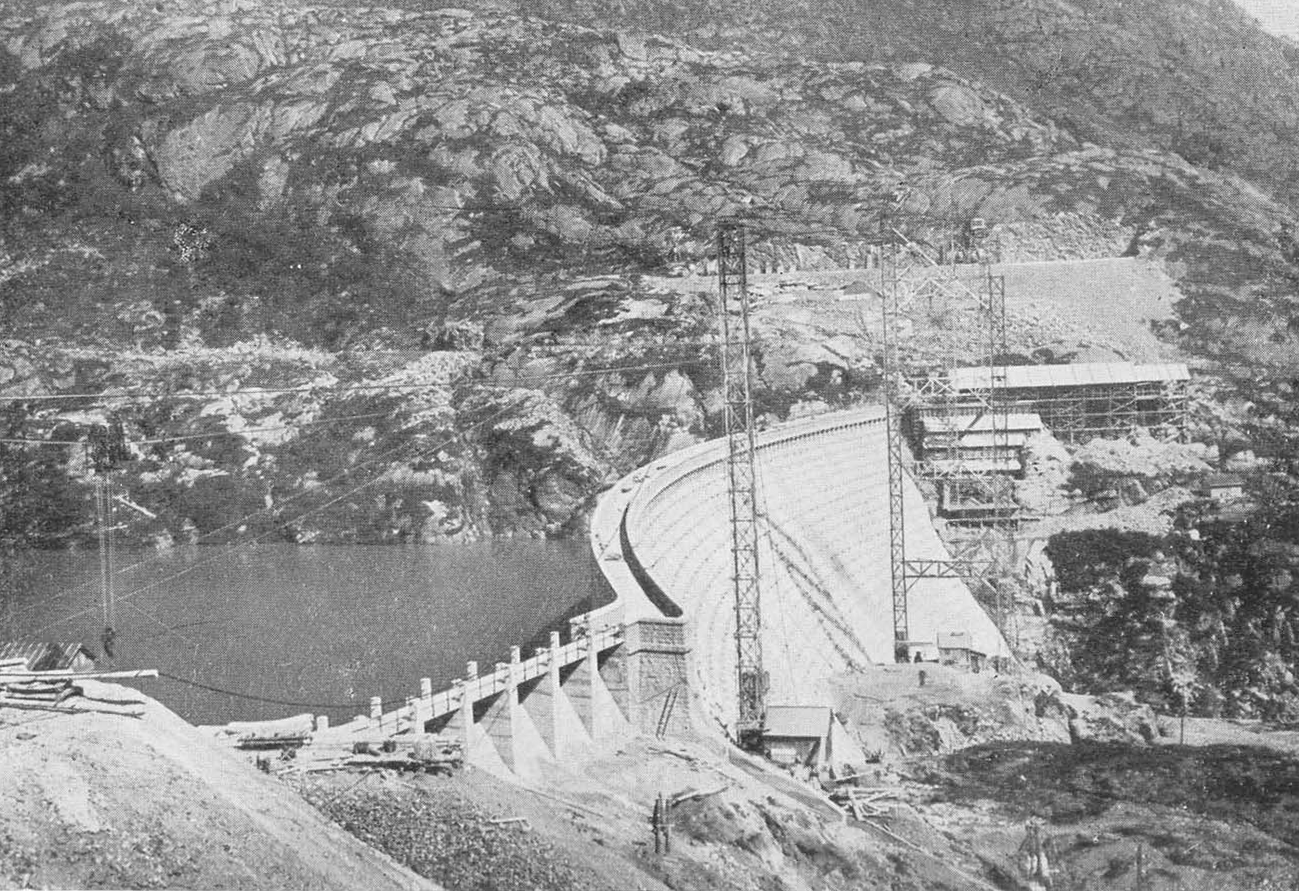
Die Gewichtsstaumauer kurz nach Fertigstellung

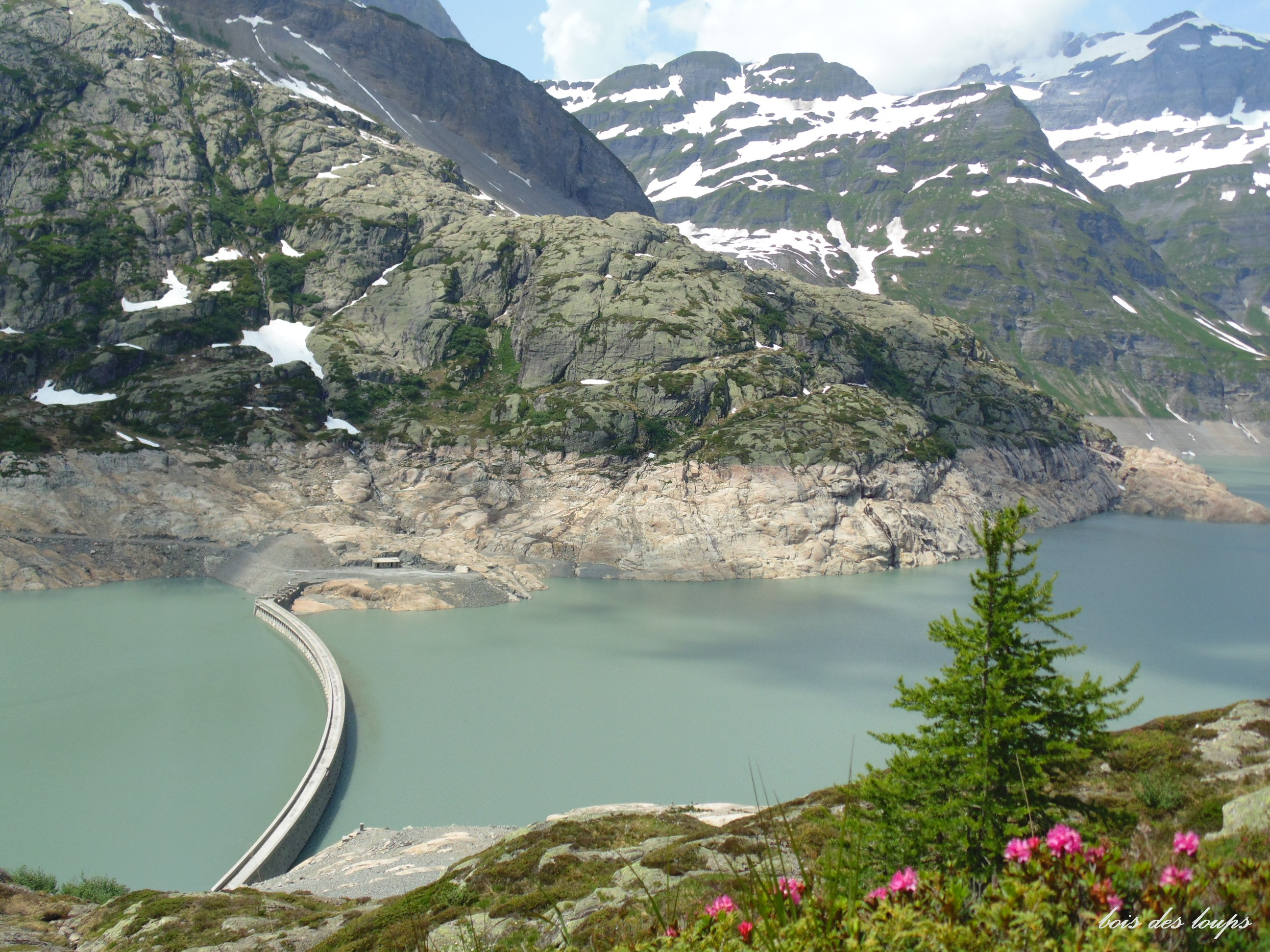
Die Barberine-Staumauer im Lac d’Emosson

Im Jahre 1916 beschlossen die Schweizerischen Bundesbahnen (SBB), das Eisenbahnnetz zu elektrifizieren und damit vom Kohleimport unabhängig zu werden. Der für den Bahnbetrieb notwendige Strom sollte in eigenen Kraftwerken erzeugt werden. Zu diesem Zweck erwarben die SBB 1917 die Nutzungsrechte am Wasser der Barberine im Vallon de Barberine auf dem Gebiet der Gemeinde Salvan. 1919 wurde der Kredit von 35 Mio. Franken für den Bau des Kraftwerkes Châtelard-Barberine und des dazugehörenden Lac de Barberine bewilligt. Die Anlage war die obere Stufe der zweistufigen Kraftwerksgruppe Kraftwerk Barberine-Vernayaz, welche die Westschweiz und das Oberwallis mit Bahnstrom versorgen sollte.
Für den Materialtransport zur Baustelle der Staumauer wurde die meterspurige Chemin de fer Martigny–Châtelard (MC) eingespannt, die dadurch 1923 einen Rekord im Güterverkehr verzeichnen konnte. Von Le Châtelard, wo die Kraftwerkszentrale erstellt wurde, hinauf zum Wasserschloss erstellten die SBB im Jahr 1920 eine Standseilbahn, damals die steilste Standseilbahn mit zwei Wagen.
Die Staumauer wurde von 1921 bis 1925 gebaut. Erstmals wurde für den Bau einer Staumauer in der Schweiz Gussbeton verwendet. Fast gleichzeitig wurden im Wägital die Staumauer im Schräh für den Wägitalersee und die Staumauer für den Rämpensee nach dem gleichen Verfahren gebaut. Alle drei Dämme zeigten bereits nach einigen Betriebsjahren Frostschäden, die umfangreiche Reparaturarbeiten erforderten und die das Giessbetonverfahren in Verruf brachten. Um die Barberine-Staumauer besser vor Frost zu schützen, wurde sie vollständig mit Granitblöcken eingekleidet.
Im Jahr 1925 wurde der See das erste Mal aufgestaut, das Kraftwerk war aber schon seit 1923 mit reduzierter Leistung in Betrieb.
Zusätzlicher Energiebedarf der Bahn nach dem Zweiten Weltkrieg verlangte den Ausbau des Kraftwerks. 1950 wurde der Oberlauf der Triège gefasst und mit einem 3,8 km langen Stollen in den Lac de Barberine geleitet.
Im Jahre 1954 wurde die Electricité d’Emosson S.A. (ESA) gegründet (heute ein Gemeinschaftsunternehmen der schweizerischen Alpiq mit der französischen EDF), die das Ziel hatte, den wesentlich grösseren Lac d’Emosson zu bauen. Der neue Stausee nutzt das gleiche Tal wie der Lac de Barberine mit einer höheren, weiter vorne im Tal liegenden Staumauer, sodass die bestehende Barberine-Staumauer überflutet wurde und damit von den SBB nicht mehr genutzt werden konnte. Sie erhielten als Kompensation von der ESA Wasserrechte am neuen Stausee.

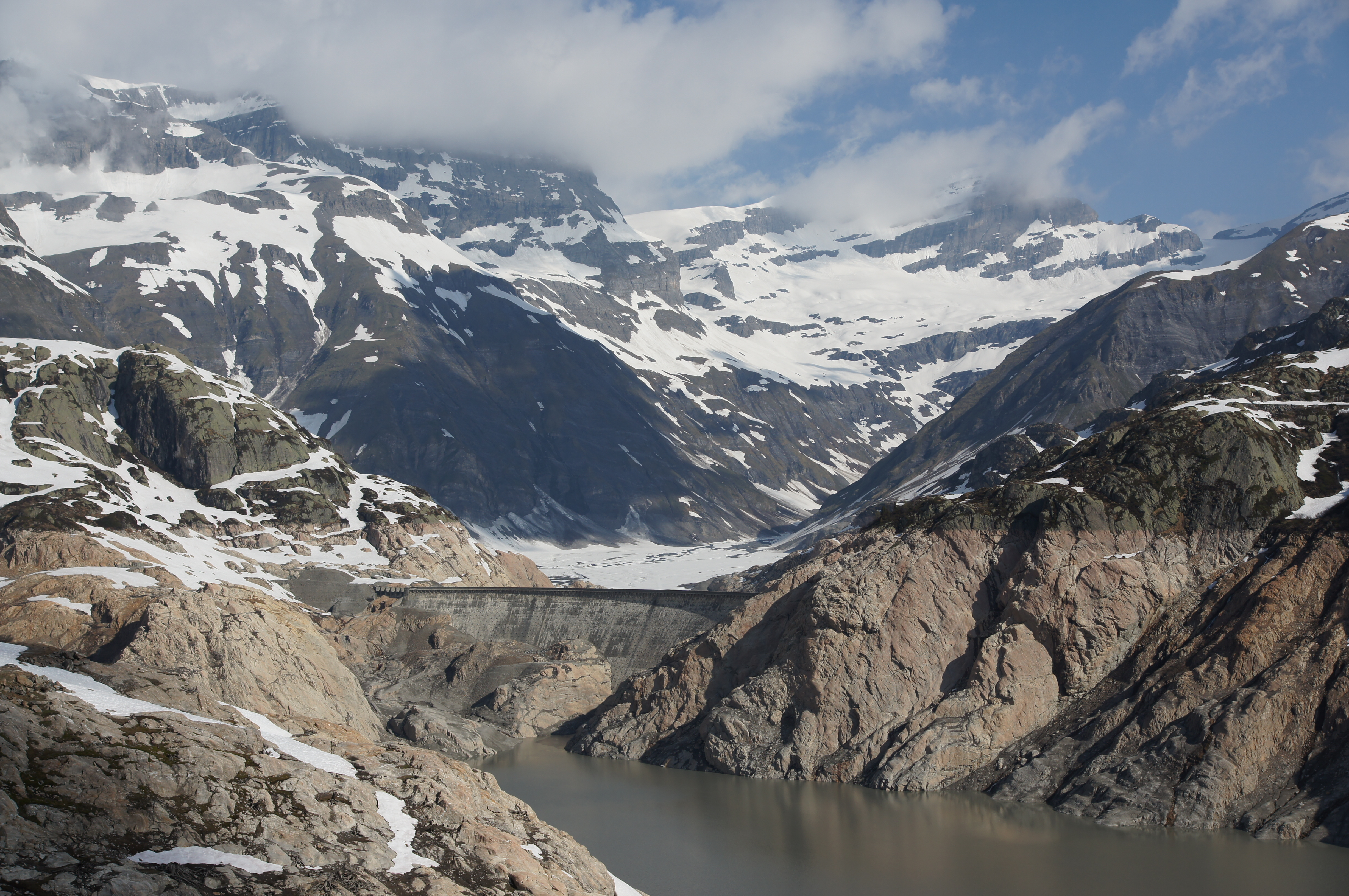
Die Barberine-Staumauer bei Niedrigwasser

Der Lac d’Emosson wurde 1974 das erste Mal aufgestaut. Die alte Gewichtsstaumauer ragt im Frühling bei Niedrigwasser über den Wasserspiegel des Lac d’Emosson, liegt aber bei gefülltem Stausee 42 m unter Wasser.

## Technik
Die Gewichtsstaumauer ist 79 m hoch und hat eine Kronenlänge von 284 m. Sie steht auf einer Unterlage von kristallinem Gestein und staute einen See von 39 Mio. m³ auf. An der Basis ist die Mauer 58,5 Meter breit, an der Krone 4,5 m. Die Krone verläuft in einem leichten Bogen. Die Mauer ist aus Gussbeton und mit Granit verkleidet.